# Coelogynopora biarmata
Coelogynopora biarmata är en plattmaskart som beskrevs av Steinböck 1924. Coelogynopora biarmata ingår i släktet Coelogynopora och familjen Coelogynoporidae. Arten är reproducerande i Sverige. Inga underarter finns listade i Catalogue of Life.